# Лісовий туризм

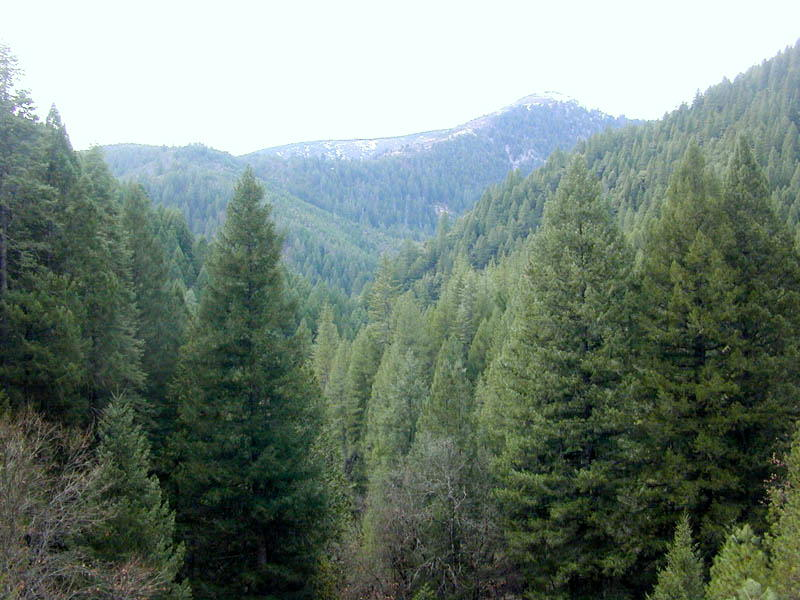
Хвойний ліс

Лісовий туризм — багатоденна з ночівлею подорож групи людей за визначеним маршрутом з метою відпочинку, фізичного розвитку, пізнання.
Лісовий туризм доступний для всіх вікових категорій населення. Він сприяє зниженню фізичної втоми, профілактиці захворювань, відновленню фізичного і духовного потенціалу людини.
Подорожі проходять у парках, лісопарках, лісах, що використовуються для відпочинку. Ночівлі відбуваються у стаціонарних будівлях або неорганізовано. Лісовий туризм може поєднуватися з мисливством, риболовлею, збиранням грибів, ягід.
Лісова рекреація — це перебування людей на землях лісового фонду в культурно-оздоровчих, туристичних і спортивних цілях. Рекреаційний потенціал лісів дозволяє виділити наступні види лісової рекреації:
- Кемпінгова лісова рекреація — багатоденне з нічлігом перебування людей на спеціально обладнаних на землях лісового фонду стоянках і базах відпочинку з метою відпочинку, фізичного розвитку, розваг;
- Повсякденна лісова рекреація — повсякденне без нічлігу перебування людей з метою відпочинку;
- Спортивно-масові заходи — перебування людей без нічлігу з метою проведення змагань і учбово-тренувальних занять по різних видах спорту, включаючи пригодницькі види туризму;
- Лісова екскурсія — короткочасне без нічлігу відвідування групи людей визначного об'єкта з метою пізнання, навчання, відпочинку.

## Види лісового туризму
Лісовий кемпінг — це форма відпочинку, коли люди розташовують намети або використовують інші примітивні металочерепні споруди для проживання в лісовому середовищі. Ця діяльність часто пов'язана із зближенням з природою та відмовою від зручностей цивілізації. Кемпінг лісом може включати в себе такі аспекти, як відчуття ізольованості від міської гамми, приготування їжі на вогнищі, спостереження за природними явищами та розваги на свіжому повітрі. Це дозволяє людям насолоджуватися спокоєм та красою лісового оточення, створюючи унікальний досвід взаємодії з природою.

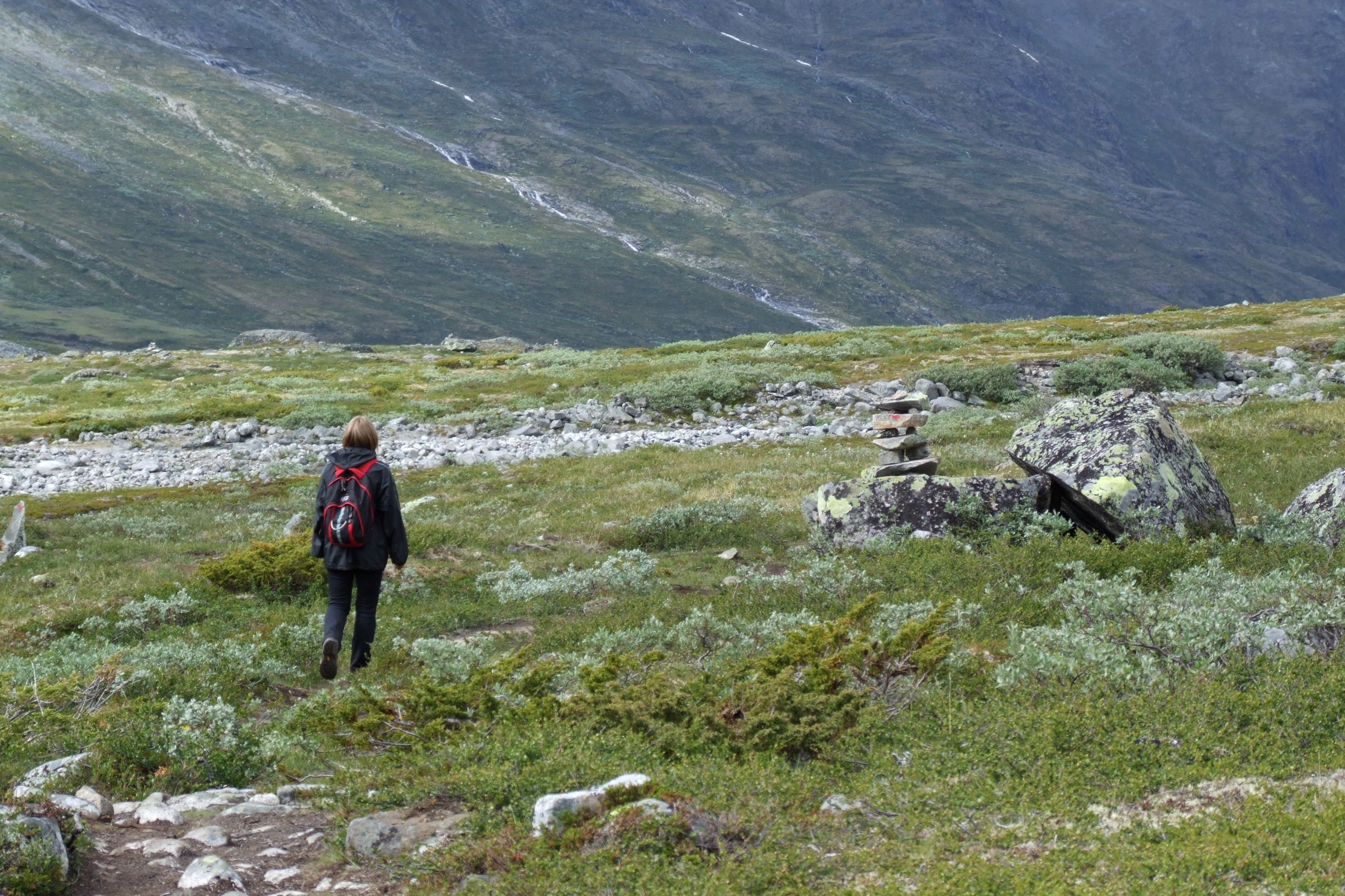
Хайкінг

Лісові веломаршрути — це спеціально відзначені маршрути або стежки, призначені для велосипедистів та призначені для прокладання через лісові території. Ці маршрути дозволяють велосипедистам насолоджуватися природним середовищем лісу, використовуючи їх як унікальний фон для велосипедного туризму. Лісові маршрути можуть варіюватися за складністю та довжиною, задовольняючи різні рівні навичок велосипедистів. Це також може бути частиною лісового туризму, надаючи можливість об'єднати активний відпочинок із взаємодією з природним оточенням.  
Хайкінг — це нетривала піша подорож у лісі або горах. Зазвичай, похід триває 1—2 дні. Він може бути з ночівлею або ж завершитися в день старту. Якщо планується ночівля, то її влаштовують в організованому кемпінгу або на базі відпочинку. Тому з собою туристи беруть лише денний запас води та їжі і необхідні речі. Часто хайкінг являє собою «похід вихідного дня»: вранці ви приїжджаєте на стартову точку, а ввечері їдете з фінальної локації. Стартова і фінальна точки можуть збігатися, тобто похід закінчується там, де починався. Стежки для хайкінгу повинні бути маркованими і добре підготовленими.                          
Лісове купання — це пропозиція екопростору від виснаження технологічного буму та надихання жителів відновити зв’язок із лісами країни та захистити їх. «Купання в лісі» переслідувало дві мети: по-перше, допомогти людині розслабитися, відновити психологічну та фізичну рівновагу та запобігти вигорянню від роботи, а по-друге — звернути увагу людей на навколишню природу, зокрема, ліси, та стимулювати діяльність з їх захисту та збереження.

## Причини відвідування лісу
Мотивацію людей до відвідування лісу можна розділити на три чітко окреслених типи мотивації:
- Відпочинок і бажання відчути природу: відвідувачі лісу насолоджуються свіжим повітрям і можливістю побачити природу зблизька; 
- Бажання розважитись і зайнятися чимось активним: відвідування лісу – це задоволення, там можна займатися спортом (кататися на велосипеді, бігати тощо) і спілкуватися, проводячи час з друзями та родиною.
- Прагнення до усамітнення: у цьому контексті ліс служить людям місцем відпочинку.
Твердження про те, що перебування в лісі корисне для здоров'я, можна пов'язати з усіма трьома типами мотивації. Ліс – це простір для гарного самопочуття, який стимулює почуття (чисте свіже повітря, спостереження за природою) і корисний для людей (розслаблення, здоров’я).

## Негативний вплив туризму на лісові ресурси

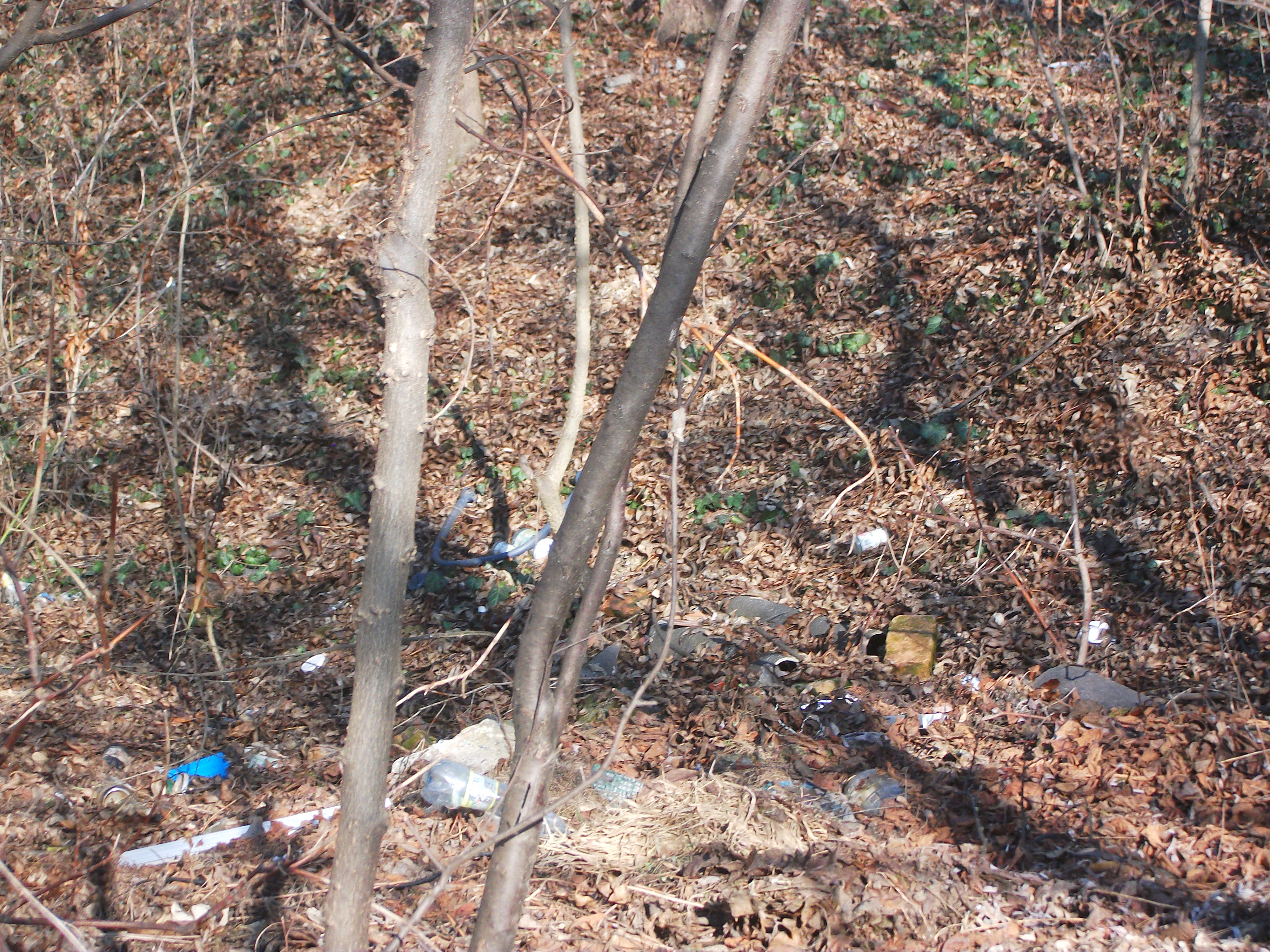
Наслідки неповаги до природи

Туристична індустрія в лісових екосистемах спричиняє трансформацію лісового покриву через прокладання шляхів, створення майданчиків та інфраструктури. Це призводить до трамвування природних біотопів і може порушувати екологічну цілісність лісу.
Наступною проблемою є збільшення туристичного потоку сприяє втраті біорізноманіття у лісах. Тривала експлуатація туристами призводить до зменшення чисельності та вимирання видів рослин та тварин, що адаптовані до конкретного лісового середовища. Окрім явної проблеми, — залишеного сміття, — є також ряд непомітних на перший погляд негативних наслідків туризму: ерозія грунту, втручання в ареали тварин та рослин, збільшення ризику лісових пожеж і не тільки. 
Також туристична активність призводить до забруднення лісового середовища відходами та надмірним використанням природних ресурсів. Це може викликати ерозію ґрунтів, втрату родючості та впливати на водний режим лісу. Зміни у середовищі, спричинені туристичною діяльністю, можуть призводити до екологічного дисбалансу. Поява інвазійних видів рослин та тварин може стати результатом неконтрольованого впливу туризму, загрожуючи місцевим екосистемам.
Сильний туристичний наплив впливає на кліматичні параметри лісових областей, що в свою чергу призводить до небалансу у водному та енергетичному обміні. Це загрожує стабільності лісових екосистем та може призвести до негативних змін у їх функціонуванні.
Для мінімізації негативного впливу лісового туризму на лісову екосистему встановлюються правила:
- встановлення обмежень / заборони на полювання;
- контроль за розпаленням вогнищ;
- контроль за збором рослин (особливо рідкісних чи зникаючих);
- туристичне будівництво тільки за потреби;
- постійний нагляд за охороною, захистом і відтворенням лісових ресурсів;
- переміщення туристичних груп прокладеними стежками туристичних груп, оснащених лісовими меблями й урнами для сміття.

## Лісові ресурси України
Україна належить до країн з невисокою забезпеченістю лісом. Площа її лісового фонду становить 10, 8 млн. га, в тому числі вкрита лісом - 9,4 млн. га. Лісистість території становить всього 15,6%, причому її рівень територіальне досить диференційований: від 43,2% в Івано-Франківській до 1,8% в Запорізькій. Наближеним до оптимального вважається показник на рівні 21-22%, який дає змогу досягти збалансованості між лісосировинними запасами, обсягами лісоспоживання і екологічними вимогами.

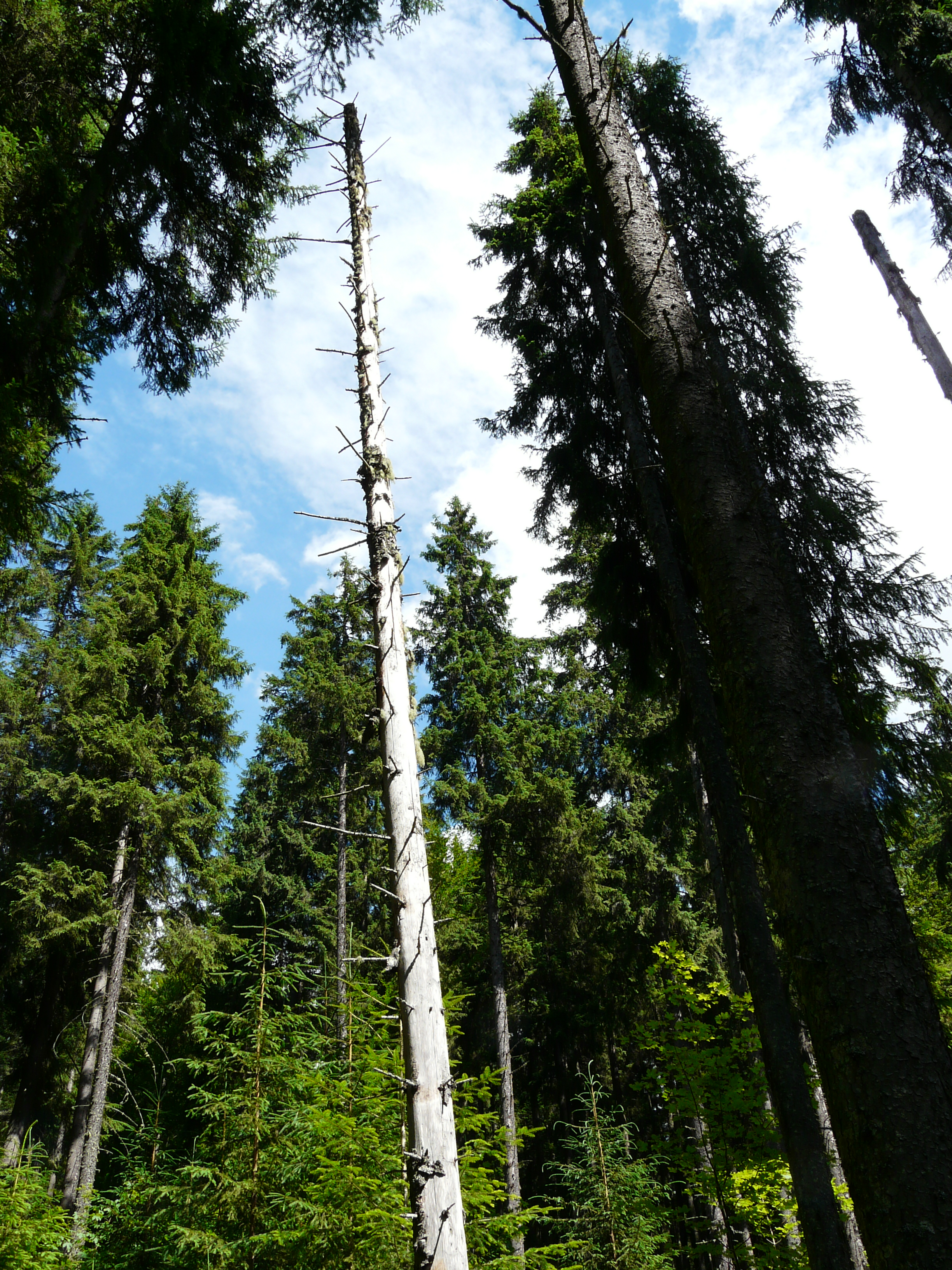
Українські Карпати

Загальні запаси деревини в Україні становлять 1,74 млрд. куб. м. Близько 51% лісів віднесено до захисних, водоохоронних та інших цінних в екологічному відношенні лісів, решту становлять експлуатаційні. За останні роки намітилася тенденція до скорочення обсягів лісокористування. Загальні обсяги заготівлі деревини зменшилися з 14,4 млн. куб. м у 1990 р. до 10,5 млн. куб. м у 1997 p., тобто майже на 30%.
Незважаючи на це, природно-рекреаційний потенціал України має високу розмаїтість, що багато в чому пояснюється особливостями географічного положення території і її історико-економічного розвитку. Географічне положення України створює об'єктивні умови для виділення лісового туризму як одного з перспективних напрямків в економіці України. Територія Карпат, Волині, Криму є унікальними по формах рельєфу, рік, озер, рідкому сполученню виду рослин і тварин і їхніх співтовариств. Рекреаційний потенціал території лісового фонду України поки ще цілком не вивчений і не розрахований. У залежності від комфортності погоди (сполучення мікрокліматичних умов, сприятливих для лісової рекреації), сезону рекреації (календарний період року, протягом якого здійснюється вид лісової рекреації) і виду лісової рекреації, її, можливо здійснювати на території України кругло-річно.
З огляду на територію лісового фонду, рекреаційне навантаження, тобто вплив на біогеоценоз, майже повсюдно буде незначний.
Більше 2% загального флористичного складу становлять ендемічні види, що ростуть лише в Східних Карпатах. Це рододендрон карпатський - чагарник з шкірястими овальними листочками і ясно-рожевими дрібними квіточками, з яких у Румунії варять напрочуд смачне варення, медунка Філярського, молочай карпатський, щавель карпатський та ін. Крім ендемічних, є цілий ряд рідкісних реліктів, що збереглися від найдавніших епох. Це тис ягідний, кедр європейський, сосна звичайна, модрина польська, бруслина карликова, вудсія ельбська. Є в Українських Карпатах адвентивні (занесені) рослини — вихідці з Північної і Південної Америки.
| природні зони | кількість місць | Загальна площа, тис. га | Площа лісу, тис. га |
| ------------- | --------------- | ----------------------- | ------------------- |
| Полісся       | 30              | 138                     | 126                 |
| Лісостеп      | 145             | 646                     | 596                 |
| Степ          | 62              | 149                     | 85                  |
| Карпати       | 28              | 397                     | 292                 |
| Всього        | 265             | 1330                    | 1099                |

## Найкращі місця для лісового туризму в Україні

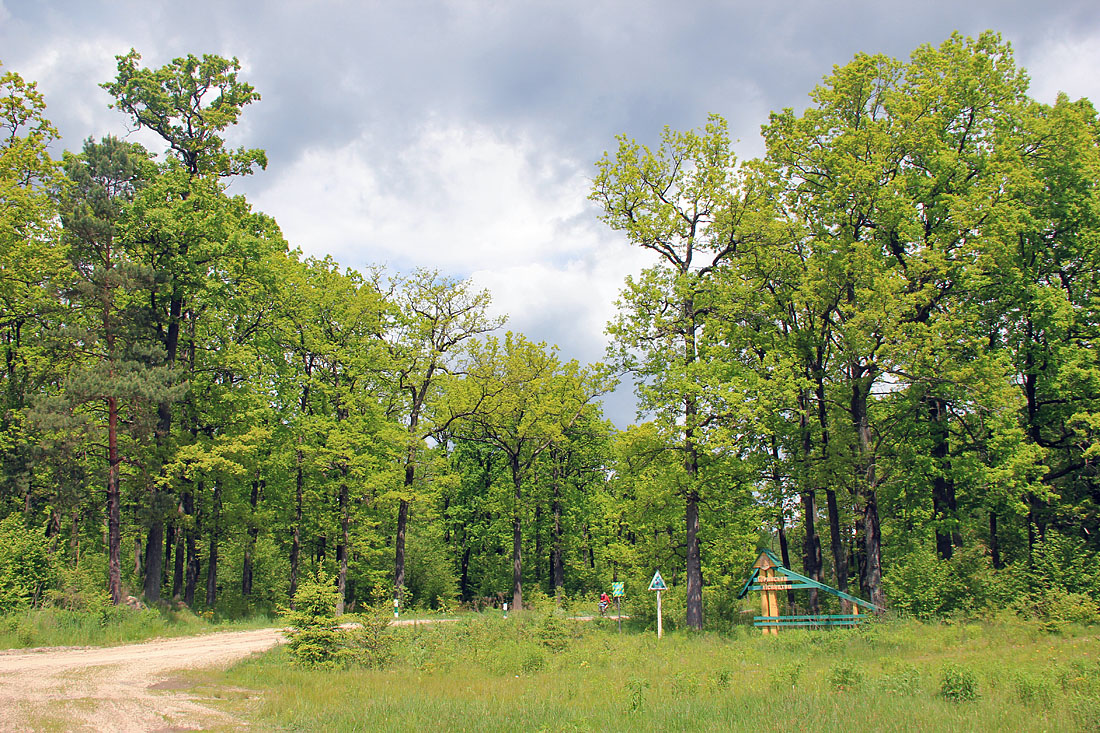
Цуманська пуща

Цуманська пуща. Один з найвідоміших лісових масивів Полісся розташований у межах однойменного національного парку, у Ківерцівському районі Волинської області. Пущами завжди називали особливо глухі, дрімучі ліси. На відміну від більшості інших лісів Полісся, тут переважають не хвойні, а дубові широколистяні насадження. Прикрасою цього парку, крім віковічних лісів, є зубри, – на разі це ледь не єдиний ліс в Україні, де можна стрінути цих велетнів у природі. Побачити їх найлегше взимку біля майданчиків для підгодівлі. Окрім них, у пущі дуже багато інших тварин – кабанів, оленів, козуль.

Карпатський ліс

Чорний Ліс. Один з найпівденніших лісових масивів України, розташований у Знам’янському районі Кіровоградської області. Родючі південні ґрунти у поєднанні із теплим кліматом дозволяють дубам сягати велетенського розміру. Найкращий час для відвідин Чорного Лісу – квітень: саме в цей період, коли дерева ще стоять без листя і пропускають світло, земля проростається килимом різнотрав’я. Щойно на дубах з’являється листя, в лісі настає зелена напівтемрява: очевидно, за це його і назвали Чорним. У роки визвольних змагань 1917–1921 цей ліс був центром так званої Чорноліської республіки – території, що контролювалась українськими повстанцями.
Буковий ліс у підніжжя г. Каратау. Попри те, що Крим опинився в окупації, він є невід’ємною частиною України. Віковий буковий ліс у південній частині Карабі-Яйли, у підніжжя згаслого вулкана Каратау. Ліс тут відомий формами буків, які сягають великої ширини. Імовірно, вони виростали на місці колишніх пасовищ, тому і набули такої незвичної, як для лісів, форми.
Букові праліси Карпат. Це єдиний в Україні об’єкт, віднесений до списку об’єктів природної спадщини ЮНЕСКО. У наш час це ледь не єдині ліси в Україні, що ніколи не підлягали жодним рубкам. До об’єкта ЮНЕСКО входить 5 заповідних масивів Карпатського біосферного заповідника та 1 – в Ужанському національному природному парку; ще три лісові ділянки цього об’єкта знаходяться в Словаччині.
Олешківський ліс. Ліс тут штучний. Його почали висаджувати, щоб стримати рух пісків. Загалом вони тягнуться від Каховки до гирла Дніпра — насаджений ліс просто розірвав цей масив і створив кілька арен. На найбільшій із них розташований військовий полігон. Поки лісу не було, суховії переміщали піски й засипали дороги, залізничні колії, фруктові сади. Цьому вирішили завадити за допомогою дерев. Створення лісових розсадників — розповсюджена методика на півдні України. Такі ліси постійно треба оновлювати, оскільки через сухий клімат вони практично не здатні до самовідтворення. Олешківські піски відомі як найбільша європейська пустеля. Але ліс, що оточує її, теж найбільший у Європі серед штучних. Там уже навіть ростуть гриби — місцеві жителі їх збирають. Можна також пройтися екологічною стежкою «Березовий гай». Вона цікава тим, що на маршруті можна побачити і озера, і луки, і болота, і, власне, невеликі березові гайки.